# 西灣 (西貢)
22°23′57.35″N 114°22′24.14″E / 22.3992639°N 114.3733722°E

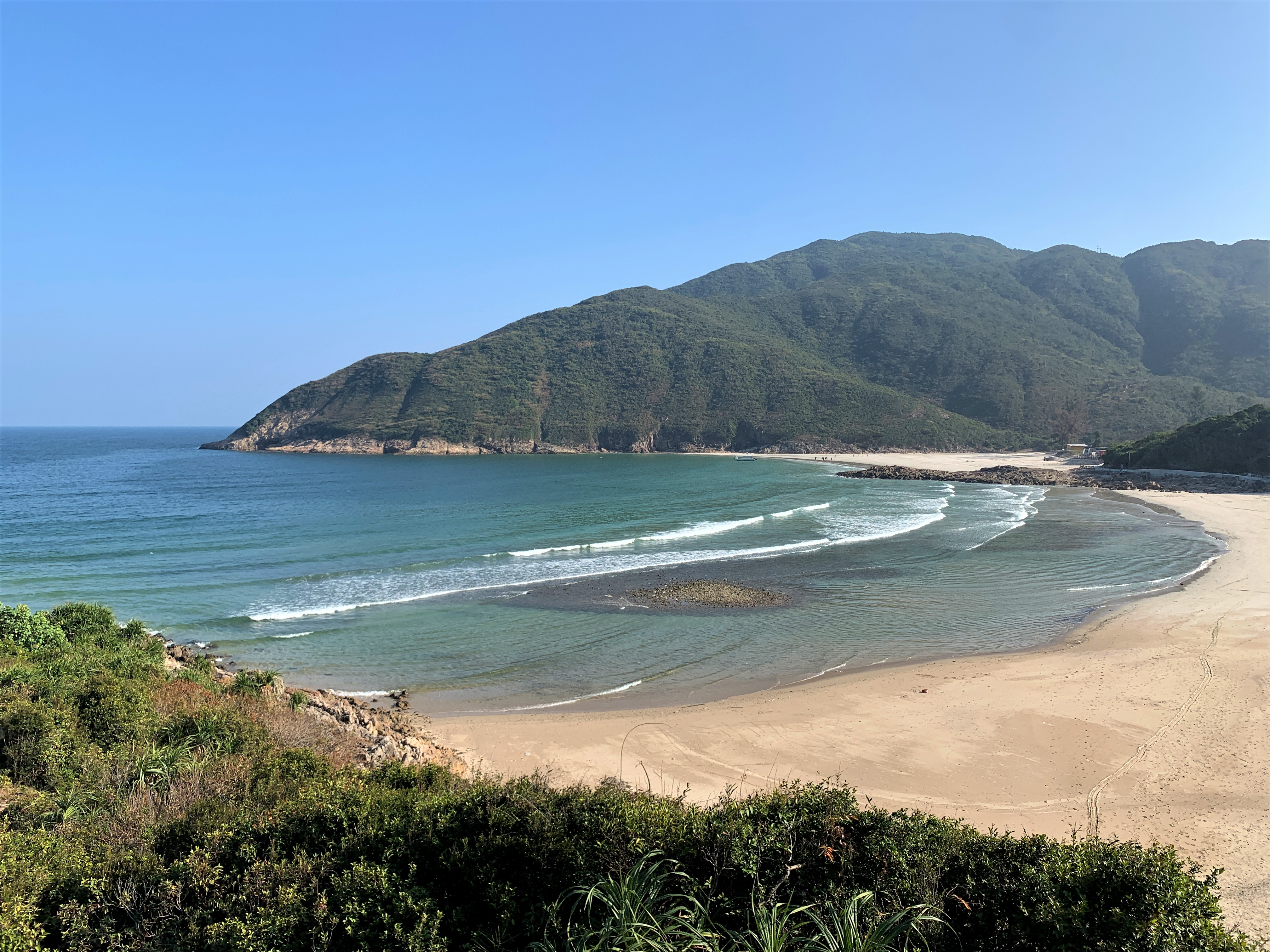
從山上南望西灣

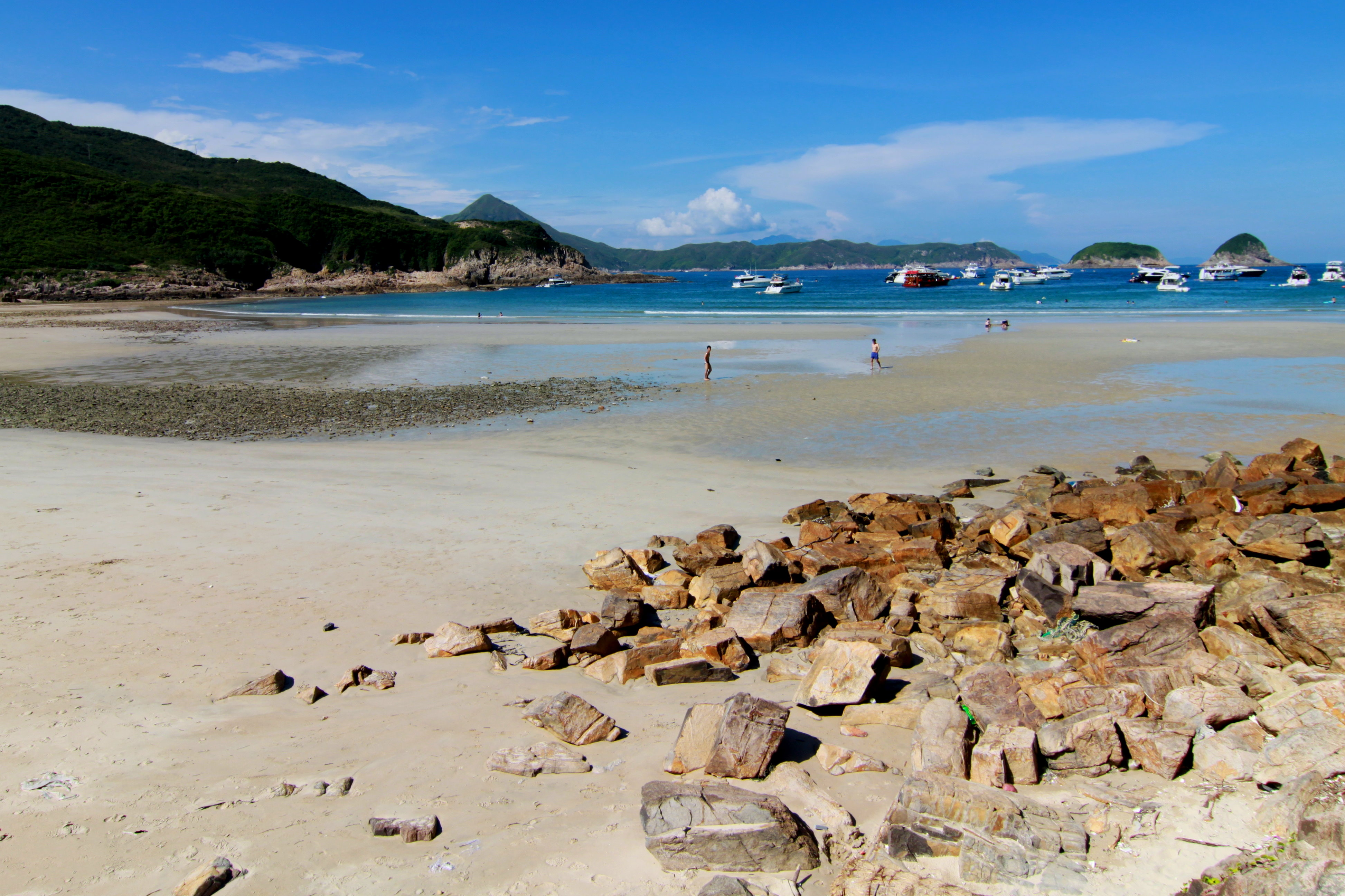
西灣對出的大洲（左）及尖洲（右），已經成為地標性的海景了。

西灣是香港新界東部西貢東郊野公園的海灘，為西貢大浪灣「四灘一尖」中的「四灘」之一，曾獲選為「香港十大自然勝景選舉」第一名。
由於地處萬宜水庫往大浪灣入口，且為麥理浩徑所貫穿，故為西貢遠足人士一重要的補給及休息地點，而水清沙幼的海灘，亦成為不少遊艇假日前往停泊的泊點。
西灣不適宜游泳。西灣沙灘水淺，直接東向太平洋等因素使海灘終年出現危險的暗湧，可把泳客拉出海中。香港船員稱大浪西灣為『西貢五大危險沙灘』之一，因此地曾多次發生泳客被沖走遇溺身亡。西灣海灘沒有救生員服務，也沒有防鯊網。

## 歷史

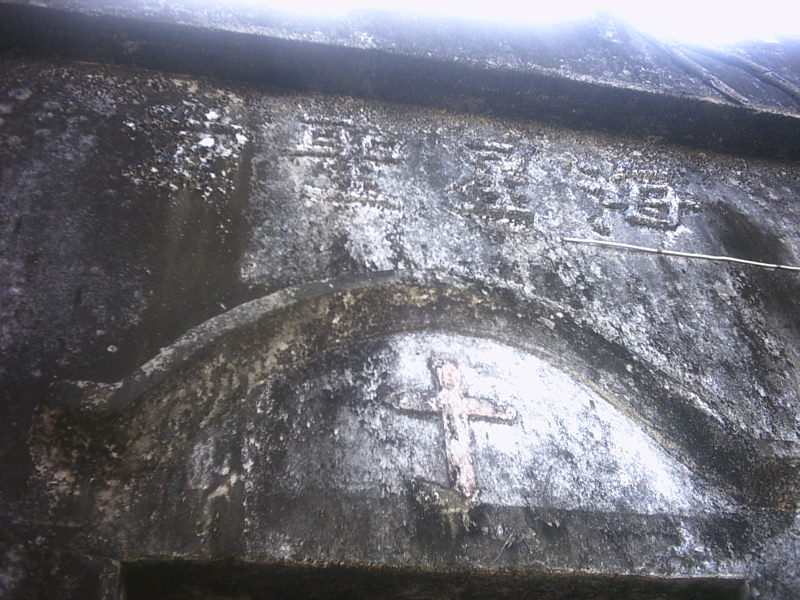
海星聖堂，據村民說為大理石建築，於1960年代荒廢，連前往至建築的道路亦早就已經荒廢。

西灣的俗稱大浪西灣，意指這是西貢大浪灣最西邊的一個海灘。大浪灣古稱鳳灣，而西灣則自古便為此地漁船避風之地，而在岸邊便慢慢形成了今日所見的西灣村，西灣村的歷史非常悠久，而據《大浪西灣黎氏族譜》所載，西灣村的歷史最遠可以追至明朝成化年間，距今接近600年歷史。
西灣村在萬宜水庫興築前，只有水路可達，故此村內依靠漁鹽之利自給自足，而天主教會亦於1903年在村內修築教堂──海星聖堂（現名為海星彌撒中心)，並且於堂內附帶設有小學，教堂以大理石構築。天主教香港教區於2018年1月1日成立教區「古道行」工作小組並開始管理該小堂，小堂亦於2020年中開始復修，預計於2021年完成。
雖然1960年代時，香港政府於萬宜村一帶興建萬宜水庫，而官門堵塞，使西灣的水路交通變為陸路，使西灣的交通開始對外界開放，同時由於新任牧師腳患嚴重，無法攀越西灣山，令西灣的傳教及教育事務因而中斷，再加上香港工業化所帶來的工作機會，使年輕人大量離開西灣，而村內亦成為村內老人們養老之所。

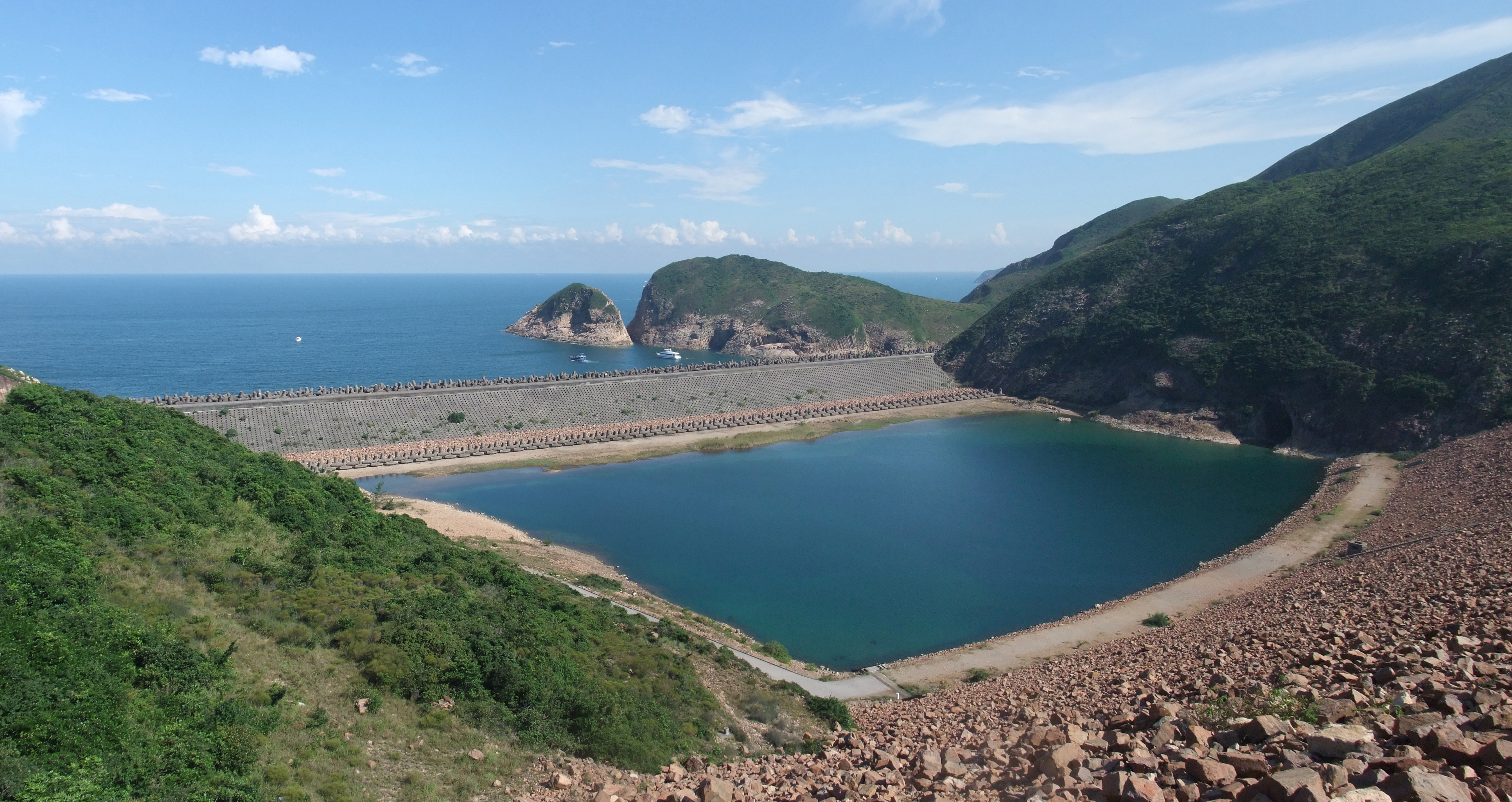
萬宜水庫的建成，為村民帶來謀生的機會，卻同時亦使得人口往西貢及市區移出，令西灣人口大減。

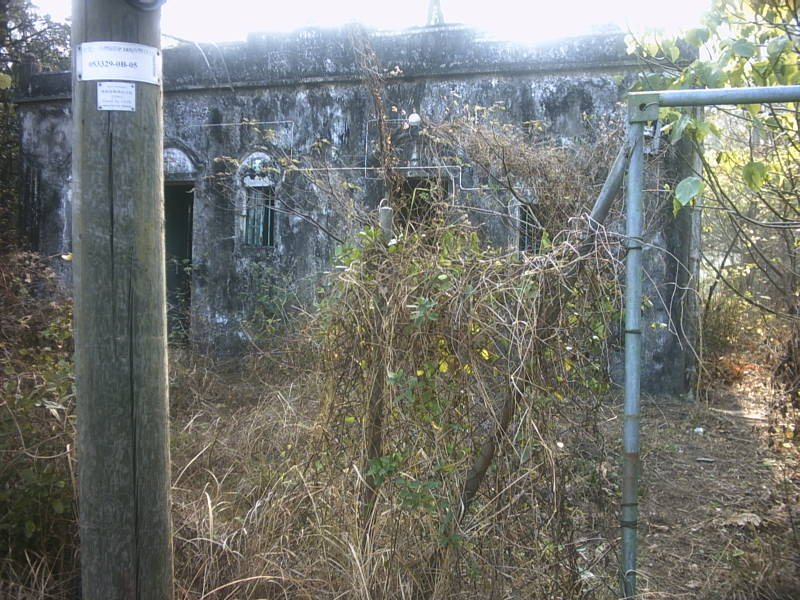
復修前聖堂外觀。

隨著1980年代至1990年代開始，大量遠足徑的興建令遠足運動漸漸普及，而麥理浩徑貫穿西灣村，以及西貢東郊野公園的設立，使得旅遊觀光，如士多、租屋及收費淋浴設施等成為了當地的重要經濟支柱，而2003年嚴重急性呼吸系統綜合症及2019病毒肺炎的流行，更使西灣這個較接近市區，而步行難度又不高的郊野成為一非常熱門的渡假地點。

## 地理及景觀

### 海灘
西灣曾獲由香港郊野公園之友會、國際獅子總會港澳三零三區及漁農自然護理署舉辦之「香港十大自然勝景選舉」第一名, 可見西灣景觀之美，早已獲官方及民間所肯定。 西灣為"大浪四灘"之一, 而大浪灣另外三個海灘由南至北為鹹田灣、大灣及東灣。西灣本身也被非正式地細分為南灘及北灘。
西灣被政府確認不適宜游泳，而香港船員則稱大浪西灣為『西貢五大危險沙灘』之一，與大蛇灣，浪茄灣，鹹田灣及甕缸灣並列，因此地曾多次發生泳客身亡事故。由於西灣沙灘水淺，直接東向太平洋及凹字形海灣地理等因素，海灘終年出現危險的離岸流，可把泳客拉出海中，尤其在入秋吹東風或東北風時最是危險。香港政府在當地已立警告牌提示遊客此海灘不是泳灘。西灣海灘沒有救生員服務，也沒有政府更衣室或防鯊網等設施。

#### 近年海灘遇溺事故
- 2001年8月28日：49歲英勇男休班消防員趙順安與其他兩名英勇消防員在西灣海中拯救求救青年時不幸被捲離岸百多米。兩名消防員給村民的獨木舟救起而趙則遇溺身亡。15歲青年也遇溺身亡。[10]
- 2002年6月24日：25歲男休班消防員從離岸50米的遊艇拿著浮板游往沙灘時遇溺身亡。[11]
- 2005年7月：52歲中電經理從沙灘游往遊艇時體力不支遇溺身亡。[12]
- 2009年9月27日：19歲理大學生在20米地點游泳時被2米高巨浪沖走遇溺失蹤。[13]
- 2021年6月30日：70歲老翁與友人在大浪西灣對開約150米水域游泳，突然遇溺失蹤。救起後在將軍澳醫院證實死亡。[14]
- 2022年4月16日：下午2時許，一名56歲婦人與丈夫及6名友人在大浪西灣遊玩，其間女事主游泳遇溺，飛行服務隊將事主送往東區醫院搶救後證實不治。事發時，天文台正發出強烈季候風信號，吹偏東強風，平均風速每小時超過40公里。[15]
- 2023年6月25日：下午1時許，一名六旬漢與友人乘遊艇到達西灣, 之後下海游泳。其後，同行友人發現事主在西灣對開約250米海面疑遇溺，倒臥大浪西灣石灘。救起後送院搶救不治。[16]

### 位置
西灣身處西灣山及獨孤山的北面，西灣山標高雖只有314米，然卻由於山勢險峻，且南北兩面均有道路連接，因此不管是由西灣山遠眺西灣及鹹田，還是從西灣回望西灣山，風景皆為一絕，而西灣對出外海，有大洲及尖洲兩座小島，更是西灣的代表性海景，而從北灘沿北走不遠，更可到達香港九大石澗之一的雙鹿石澗及鹿湖，當然，西灣最著名的還是水清沙幼，未受污染的原始海灘，而海灘對出的海域，均屬於大浪灣的海域，因而得以與大浪四灘共享海天一色的海景，以及有「香港大堡礁」之稱的龐大珊瑚礁。
而由於西灣一帶人煙稀少，且大多保持傳統農村作息生活，而在旁的萬宜水庫又將西貢市區的人煙遠遠阻隔在外，因而西灣是香港少數幾個在嚴重光害下，仍能看到星星的地方。

## 生態
香港東邊海岸由於遠離珠江口的污染，而且面對開闊的太平洋，而沿岸多山地形更限制了人口發展所帶來的污染，在在使得香港東邊海域成為大群珊瑚聚落的溫床，如著名的海下灣及大浪灣，而當中大浪灣更被遠足界形容為「香港四大奇景」之一，故此在西灣出海不遠，便可輕易看到珊瑚礁，而據村民描述，在五十年代，西灣還很輕易可以抓到海參，而跟隨珊瑚而形成的生態系，亦隨之而形成。

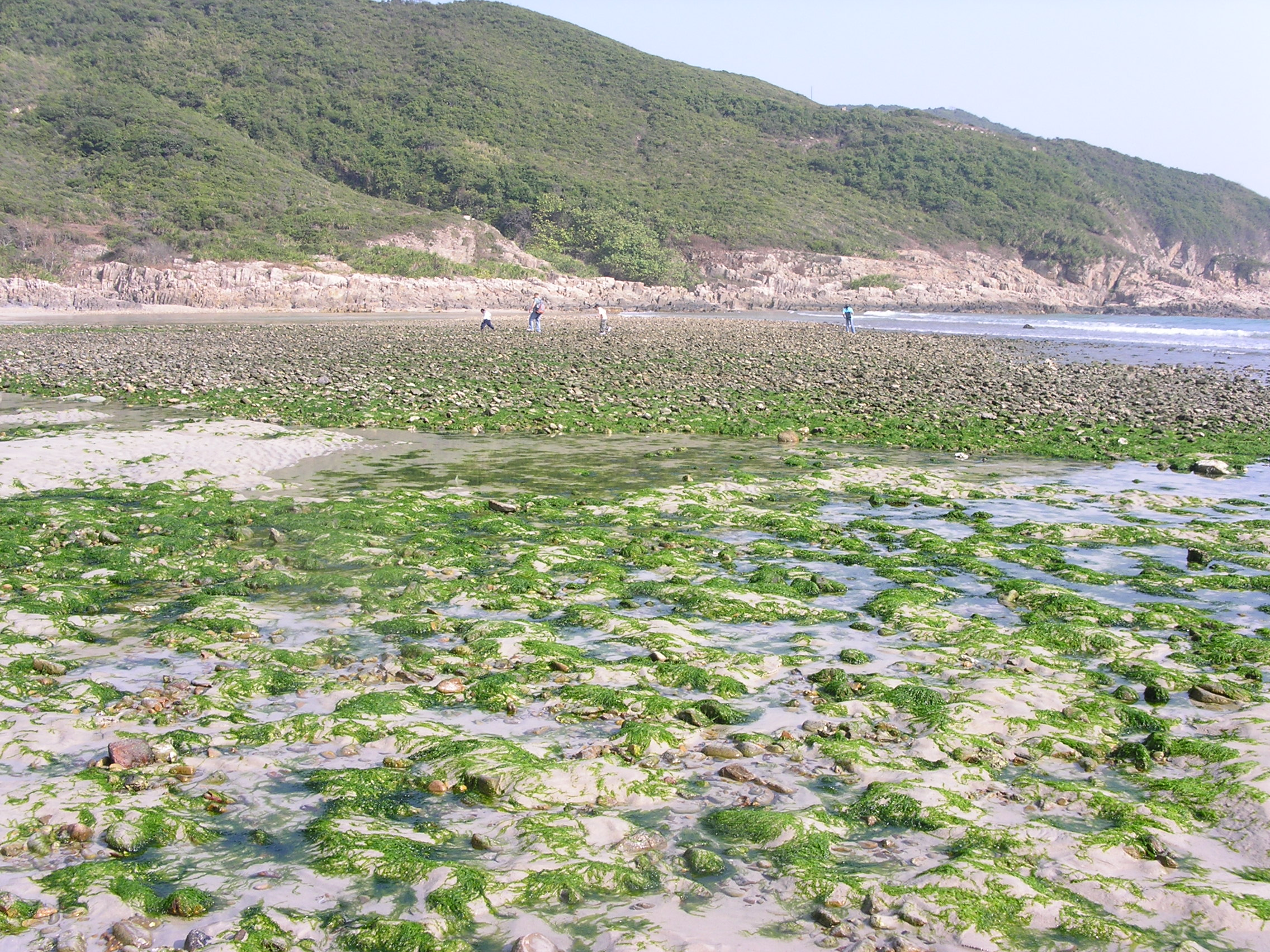
西灣的生態系複雜，圖為2006年冬天潮退時露出的大片海草。

而在陸上，由於西灣是季節性河道的出海口，因此在鹹淡水交界之處也有大片紅樹林，而隨著紅樹林的形成，不少魚、蝦等生物亦附隨紅樹林而繁愆，並引來不少鳥類及昆蟲定居或覓食，當中如全球罕見的紫背葦鳽等，都會在包括西灣在內的大浪灣範圍活動，而政府亦因此而在2001年的《大浪灣分區計劃大綱草圖》中，將部份地區列為自然保護區及具特殊科學價值地點而保存下來，可見此地在生態上的重要地位。
而且作為西貢地標性的優美地點，西灣的自然環境對香港整體氣候調節仍是起到一定作用。

## 發展計劃及隨後的保育運動
2000年，香港政府發表了《大浪灣分區計劃大綱草圖》（No.S/SK-TLW/1），除了將區內不少地區劃入保護區外，更透過丁屋的興建，以發展5個鄉村發展區，使到區內的人口在10年內由約20人大幅增加至上1,000人；而西灣亦包括在發展計劃當中，由於發展規模龐大，有危及大浪灣整體歷史古跡及自然環境的可能性，於是有大浪灣之友等組織成立，反對計劃。由於香港民間保育意識日漸提高，加上生態旅遊亦漸漸興起，反對聲音得到很大的迴響，最後城市規劃委員會於同年11月會見反對代表後，於2001年決定大幅度地縮少丁屋規模於原有範圍。

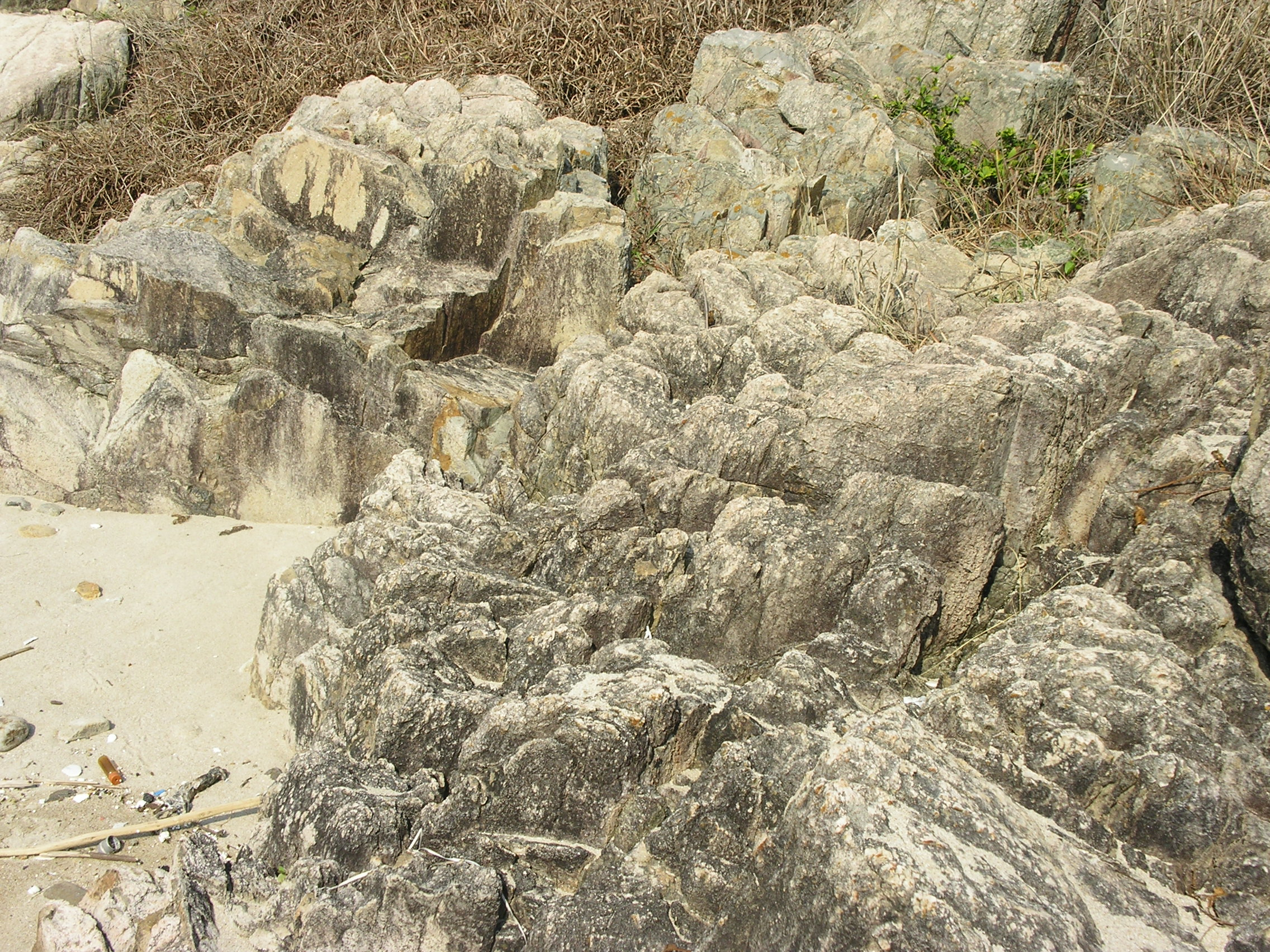
隨著知名度日增，污染成為了西灣的問題。

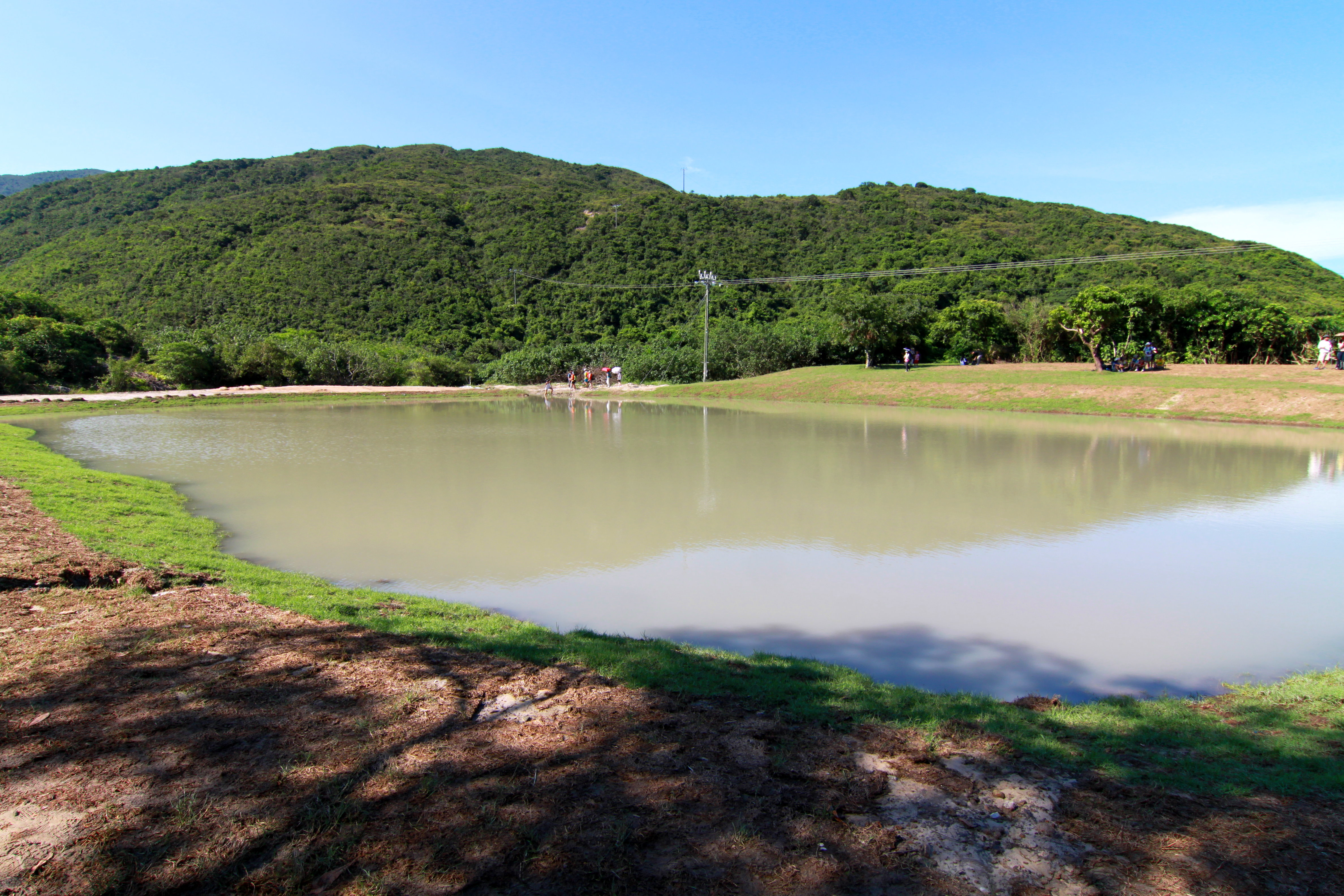
2010年由魯連城開挖的人工湖

隨著登高、遠足進入了普羅大眾的生活後，部份缺乏公德心的遠足者帶來了遺留下來的垃圾及污染物。此此同時，灘外停泊的遊艇帶來了油污，都使到海灘蒙受了污染。2010年7月16日，《南華早報》A1頭條報道西灣一片達10萬呎的地方被私人開發，興建別墅。該片土地為西灣舊村（西灣上村），位於西灣北部，麥理浩徑第二段之西。土地擁有者為蒙古能源主席魯連城，他以1,600萬港元向村民購買該片土地。土地的植被完全被清除，溪流亦被改變通道，以致附近的石澗溪水變得混濁。同日，Facebook群組「強烈譴責魯連城破壞大浪西灣自然景觀生態，要求立即停止有關建築工程」成立，截止於7月21日早晨已經有58,000名網民加入，要求發展商立即停止開發工程。期後群組發起多項活動，分別於7月24日舉行「立即停止大浪灣建築工程」請願行動，到長沙灣政府合署向漁農自然護理處請願，要求政府要求有關人士停止該項工程；於7月25日發起「大浪西是我們的！」旅行團，呼籲香港市民前往大浪西灣，然後到工地攝影及綁上布條，最後返回海灘集合；由於該處為合法私人土地買賣，有網民提出集合資金1,600萬港元向魯連城購買土地；群組向多個香港媒體投訴，亦有網民建議刊登報章廣告以告知較少瀏覽互聯網的香港市民。部份網民自行投資印刷海報及單張到露營用品商店派發及製作宣傳影片。
2010年7月18日，now新聞台成為了首個跟進的中文媒體。7月19日，其他中文媒體亦開始報道事件；同日，西貢大浪灣關注組成立。魯連城透過發言人聲明，土地是計劃用來發展有機耕種，並且設置提供予種植用途之水池，工程現正處於動工階段，強調不會作出物業發展及私人用途。然而，對於計劃是否包括興建人工湖及網球場等私人休閒設施，發言人則沒有回應。7月20日，各香港媒體陸續地報道事件。7月25日，環境保護團體和數百名關注事件的人士步行至西灣以示不滿。8月3日，政府表示最快於周內公布將西灣納入規管，以後任何發展工程必須先獲得城市規劃委員會批准，但是現存的土地用途則可以保留。8月6日，政府正式刊登憲報，將西灣納入發展審批地區圖《大浪西灣發展審批地區草圖編號 DPA/SK-TLSW/1》，有效期三年。在漁農自然護理處監督下，工人通過沙灘和水路將挖土機運走。
2012年8月8日，郊野公園及海岸公園委員會於特別會議上，一致同意將大浪西灣、金山及圖墩，達16.5公頃的郊野公園「不包括用地」分別納入西貢東、金山和大欖郊野公園範圍內。漁農自然護理署將會刊憲有關建議，並且進行長60日諮詢。委員會主席譚鳳儀預料，如果刊憲順利於同年10月開展，又毋須修改發展審批地區圖的話，大浪西灣將會可以於2013年4月前納入郊野公園。
但是刊憲卻惹來西灣村居民不滿。西灣村村長黎多密決定提出司法覆核推翻政府決定，在2013年8月初更成功申請法律援助。鄉議局在8月26日舉行特別會議，律師團經過研究後，認為政府決策直接衝擊《基本法》第四十條「保障原居民傳統權益」，會後決定全力支持黎多密。
2019年3月，建築署按漁農自然護理署要求，在西灣與鹹田灣之間一個廢棄的山上營地改建觀星點，用直升機將環狀觀星座椅的預製件吊運到山上，花了3個月時間完成組裝。工程人員依四周樹線分布，設置了一座由玻璃纖維強化樹脂板組成的環狀座椅，座椅根據人體工學設計，讓市民可用135度的坐姿仰望星空，較躺在地上觀星舒適。觀星點於3月份開放，可同時容納30人觀星。

## 設施

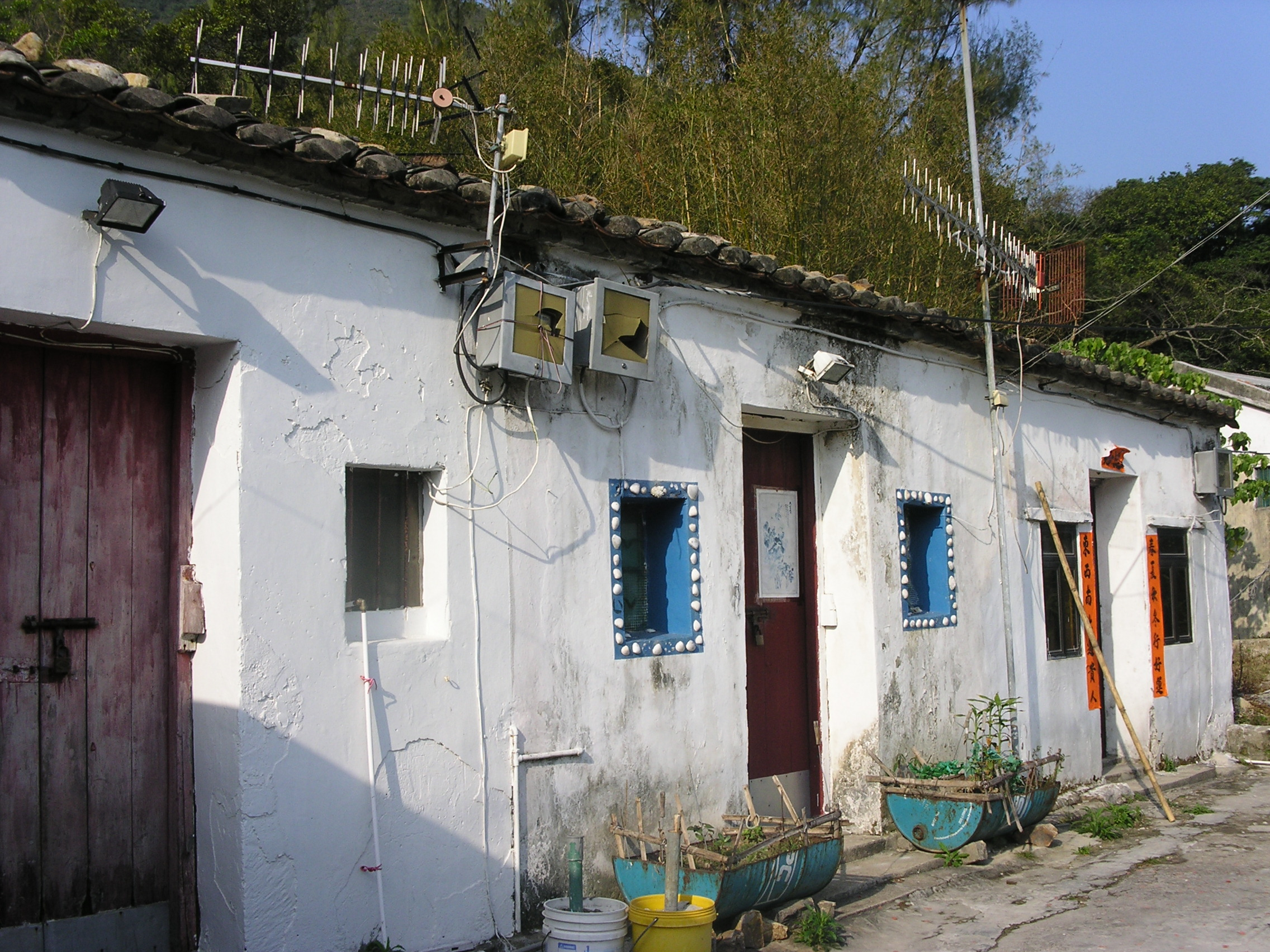
西灣村歷史可追至明成化年間，而多數建築都有過百年歷史，在村民用心經營下，保有濃厚海邊漁村特色。

西灣設有政府露營營地，設有燒烤爐設備，衛生設施方面只有旱廁，水源只有間歇性的溪澗；而村內居民自家內一般設有井水，在緊急情況下，可以向村民請求借用。而流動電話一般都無法接收信號，然而有需要時，可以嘗試請求士多東主借用電話，村內有士多房多間，亦有提供租房、衛生間及淋浴設備。於士多可以購買燒烤用品、飲料，而且有簡易的餐點可以提供堂食。當地民風淳樸，在非假日不一定營業。

## 交通
西灣的交通是大浪灣以東最方便的，交通上，有水路、陸路可達。
水路方面，可以乘塔街渡或租用船隻前往西貢市中心或黃石碼頭，亦可自行駕駛遊艇前往。
陸路方面，可由西貢市中心轉乘居民巴士29R直達西灣亭總站，再沿山路經吹筒坳前往，約需半小時。而反方向，也可以從北潭凹，經過赤徑、大浪拗、鹹田到達(即麥理浩徑第二段)，而經過吹筒坳到西灣亭離開。
空路方面，西灣北面有一小型直升機停機坪，然目前只作緊急服務使用，一般民眾不能使用停機坪升降。

## 站外鏈結
- 主動調查報告 對郊野公園「不包括的土地」的保護措施